# Constitució de Ruanda
La Constitució de Ruanda va ser aprovada per referèndum el 26 de maig de 2003. Va substituir l'anterior Constitució de 1991.
La Constitució preveu un sistema presidencial de govern, amb separació de poders entre les tres branques. Condemna el genocidi ruandès en el preàmbul, expressant l'esperança de reconciliació i prosperitat.

## Història
Entre 1994 i 2003, Ruanda es regeix per un conjunt de documents que combinaven la Constitució de 1991 del President Habyarimana, els acords d'Arusha i alguns protocols addicionals introduïts pel govern de transició. Tal com es demanava en els acords, Paul Kagame va establir una Comissió constitucional per redactar una nova Constitució permanent. La Constitució havia d'adherir-se a un conjunt de principis fonamentals que incloïen el poder equitatiu i la democràcia.
La Comissió va tractar d'assegurar que el projecte de Constitució fos "casolà", rellevant per a les necessitats específiques de Ruanda i que reflectia les opinions de tota la població. Ells van enviar qüestionaris a grups civils de tot el país i van rebutjar ofertes d'ajuda de la comunitat internacional, excepte l'assistència financera.
El projecte de constitució es va publicar el 2003; va ser aprovat pel Parlament, i després es va fer un referèndum al maig d'aquest any. El govern va donar al referèndum un alt perfil, el que significava que el 95 % dels adults elegibles registrats per votar i la participació el dia del votació va ser del 87 %. La constitució va ser acceptada aclaparadorament, amb el 93 % dels vots a favor.
Es va celebrar un referèndum sobre la constitució ruandesa el 18 de desembre de 2015. Les esmenes permetrien que el president Paul Kagame es prsentés per un tercer mandat a les eleccions de 2017, així com l'escurçament dels mandats presidencials de set a cinc anys, encara que aquest darrer canvi no entraria en vigor fins al 2024. Va ser aprovat per al voltant del 98% dels votants.

## Informació general
La constitució preveu un parlament de dues cambres, un president elegit per un mandat de set anys i la política multipartidista. La constitució també pretenia impedir l'hegemonia hutu o tutsi sobre el poder polític. L'article 54 estableix que "les organitzacions polítiques no poden basar-se en raça, grup ètnic, tribu, clan, regió, sexe, religió o qualsevol altra divisió que pugui generar discriminació".
En general els homes havien organitzat el genocidi ruandès i n'eren desproporcionadament víctimes. La constitució reservava 24 dels 80 escons per a dones i això no va impedir que altres dones competissin pels seients restants a la cambra baixa. Aquesta cambra baixa ha tingut gairebé la meitat dels seus membres femenins. Sis escons també estan reservats per a dones a la cambra alta.
Segons Human Rights Watch aquesta clàusula, juntament amb lleis posteriors promulgades pel Parlament efectivament, converteixen Ruanda en un estat unipartidista, ja que "sota la forma d'evitar un altre genocidi, el govern mostra una marcada intolerància a les formes més bàsiques de dissensió".

## Detall
La clàusula 179 de la constitució es refereix a les seqüeles del genocidi ruandès i crea la Comissió Nacional per la Lluita contra el Genocidi a Kigali.